# Slip (costume da bagno)

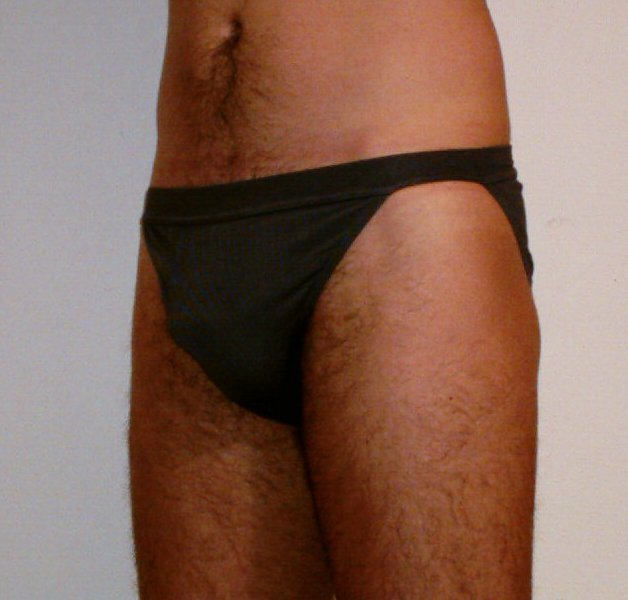
Uno slip da bagno "classico".

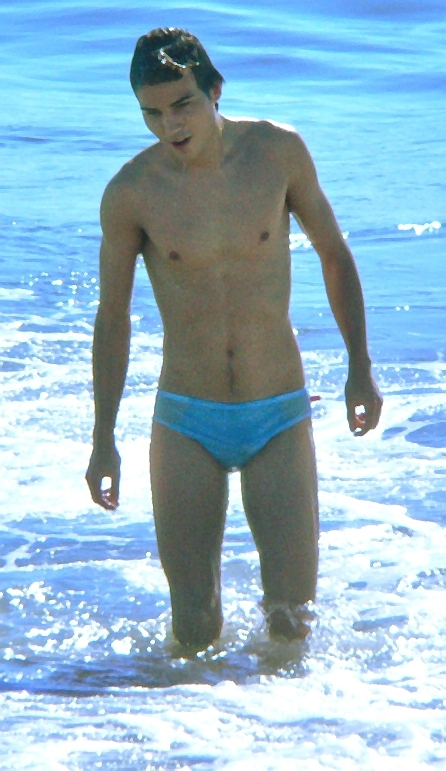
Ragazzo in costume a slip

Gli slip sono un tipo di costume da bagno maschile, principalmente utilizzati negli sport del nuoto e dei tuffi agonistici che ricoprono il pube, i genitali, le natiche e l'anca, lasciando le cosce completamente scoperte.Oltre che in piscina, gli slip sono molto utilizzati nelle spiagge da uomini di tutte le età.
In seguito alla diffusione della marca australiana di costumi per piscina Speedo, nel mondo anglosassone gli slip da bagno hanno cominciato ad essere identificati proprio con il termine speedo.

## Design
Il loro design è praticamente identico all'omonimo capo di biancheria intima. A differenza però della biancheria intima, gli slip da bagno sono normalmente fatti in nylon, lycra o elastam, che garantiscono una maggiore tenuta.
Nel corso degli anni il design dello slip è rimasto invariato, aggiornandolo leggermente con il cambiare delle mode, alzando o abbassando l'altezza della vita o della sgambatura. Inizialmente i colori degli slip da bagno erano principalmente scuri, così come richiesto nelle competizioni sportive. Negli ultimi anni però con lo sdoganamento dello slip da mero abbigliamento sportivo a costume da bagno, le case di moda hanno prodotto slip di colorazione diverse o con fantasie.

## Uso nello sport e nelle piscine
Gli slip sono preferiti negli sport acquatici, per via della riduzione d'attrito che riescono ad avere rispetto ad altri tipi di costumi, tipo i boxer. Gli slip da bagno sono spesso usati anche dai wrestler professionisti, generalmente in un modello con la vita più alta del normale.
Uno speciale modello di slip viene utilizzato per il triathlon. Il costume utilizzato infatti prevede una particolare imbottitura leggera, che permette di eseguire efficientemente la parte di gara che prevede l'utilizzo della bicicletta, pur asciugandosi in fretta come un normale slip.

Al di fuori dello sport, in tutte le piscine è comunque obbligatorio l'utilizzo degli slip (o dei parigamba o dei boxer), principalmente per questioni igieniche. Infatti i pantaloncini (o gli shorts e certamente tutto l'intimo) tendono ad essere indossati anche a prescindere dal loro utilizzo "balneare", e per tale ragione possono portare nell'acqua delle piscine lo sporco raccolto al di fuori.

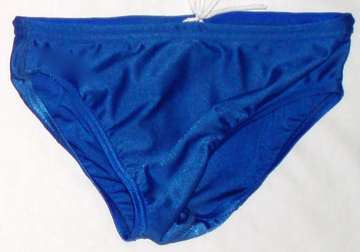

Modelli di slip particolarmente sgambati vengono utilizzati nelle competizioni di bodybuilding.

## Uso nelle spiagge
Gli slip, oltre che negli sport acquatici, vengono ampiamente utilizzate nelle spiagge. A differenza dei boxer, che sono prevalentemente utilizzati dai giovanissimi, gli slip vengono indossati da uomini di tutte le età. Grazie al loro design, che lascia le gambe interamente scoperte, permettono un'abbronzatura più omogenea.